# Zero Gravity Race
Zero Gravity Race is een videospel voor de Commodore 64. Het spel in geprogrammeerd door Mikko Auvinen, de muziek is gemaakt door Tero Hilpinen en Juha-Matti Hilpinen. Het spel is uitgebracht in 1991. Het spel is Engelstalig. 